# Cerophytum pulsator
Cerophytum pulsator är en skalbaggsart som först beskrevs av Samuel Stehman Haldeman 1845.  Cerophytum pulsator ingår i släktet Cerophytum och familjen Cerophytidae. Inga underarter finns listade i Catalogue of Life.